# Le Bry
Le Bry (toponimo francese) è una frazione di 296 abitanti del comune svizzero di Pont-en-Ogoz, nel Canton Friburgo (distretto della Gruyère).

## Storia

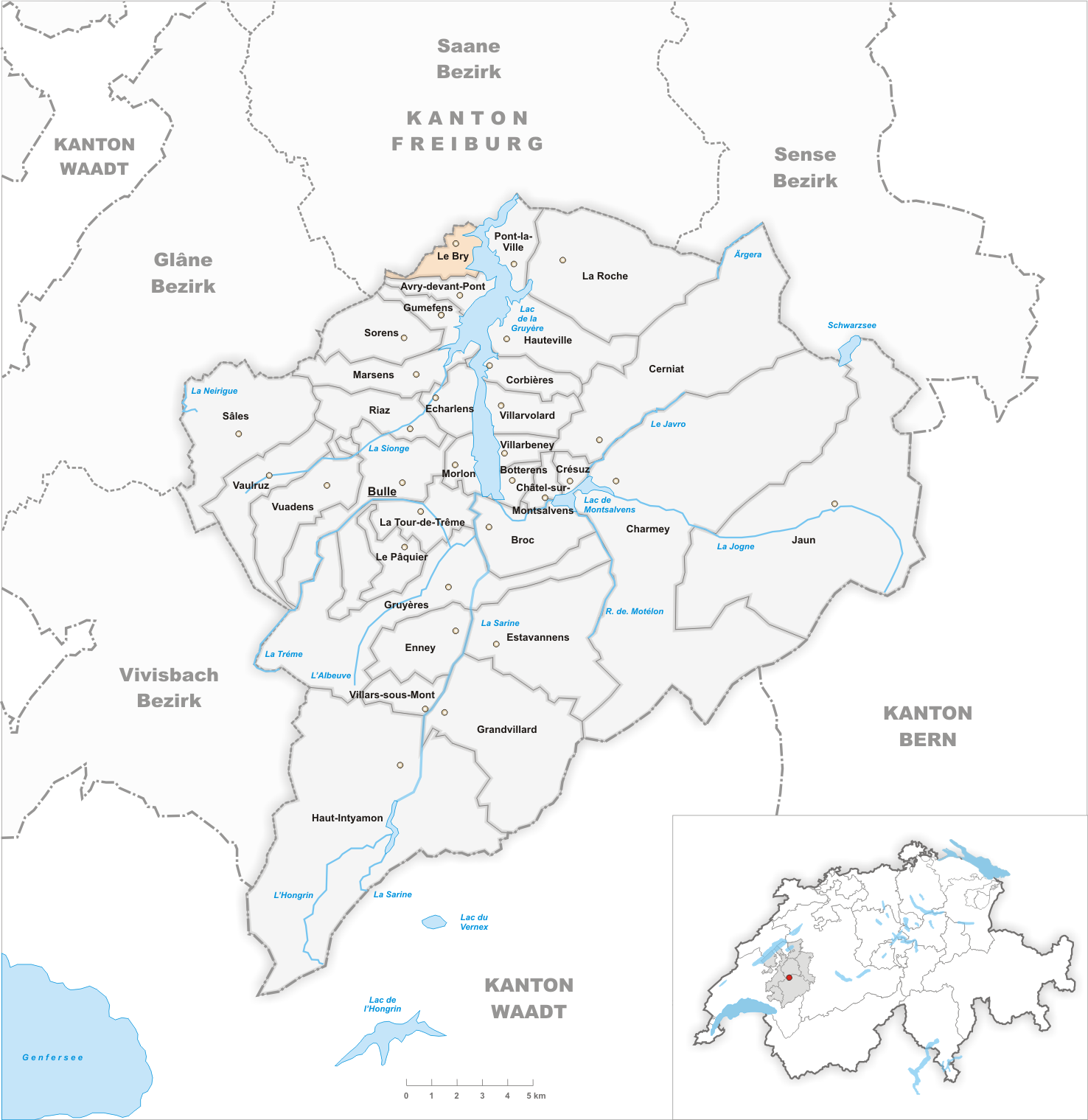
Il territorio del comune di Le Bry prima degli accorpamenti comunali del 2003

Già frazione di Pont-en-Ogoz, nel 1970 divenne comune autonomo con la fusione dei comuni soppressi di Pont-en-Ogoz e Villars-d'Avry; il 1º gennaio 2003 è stato a sua volta accorpato agli altri comuni soppressi di Avry-devant-Pont e Gumefens per formare il nuovo comune di Pont-en-Ogoz.

## Monumenti e luoghi d'interesse

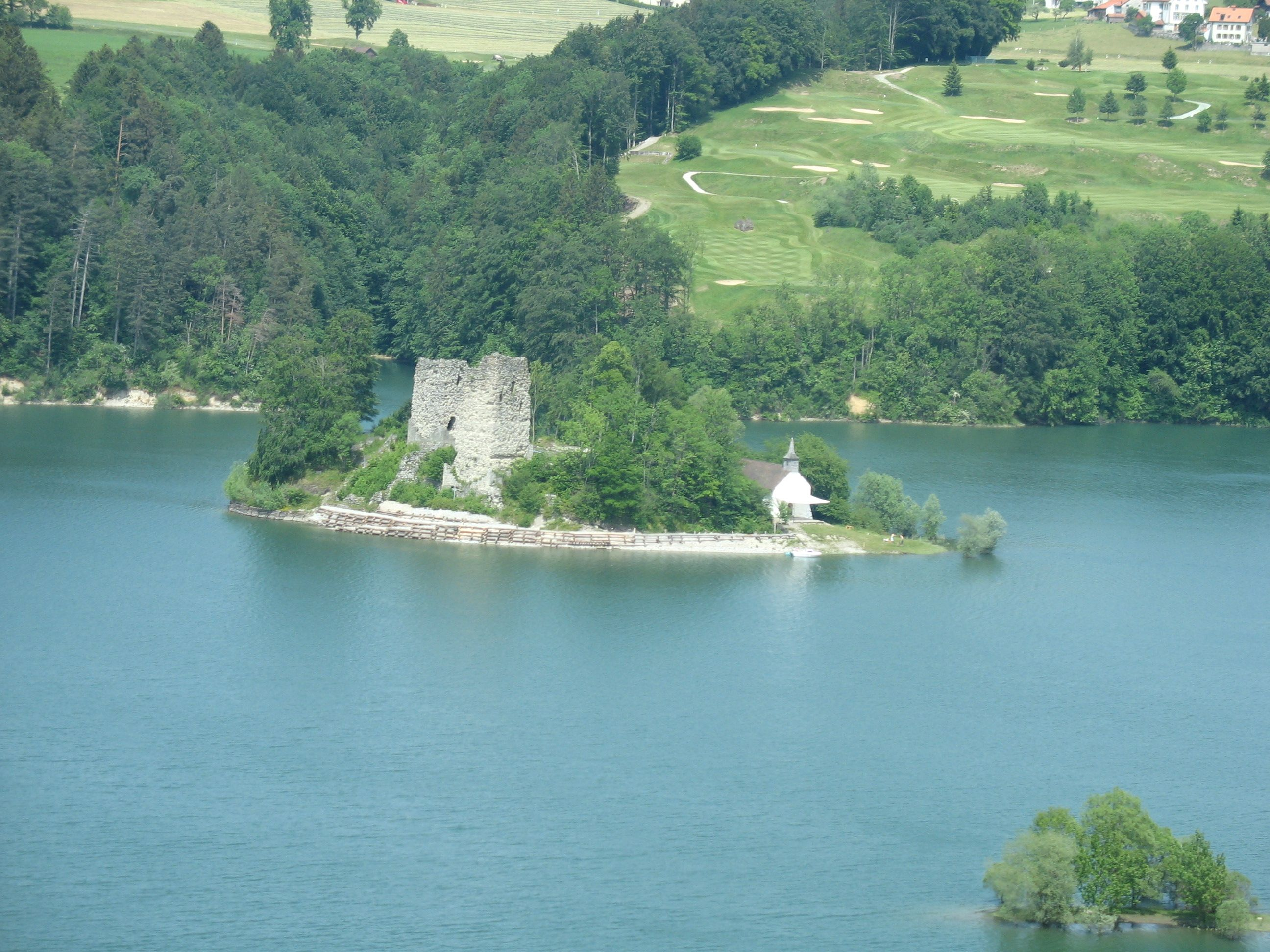
Il castello di Pont-en-Ogoz

- Castello di Pont-en-Ogoz, eretto nel XII secolo[1].

## Società

### Evoluzione demografica
L'evoluzione demografica è riportata nella seguente tabella:
Abitanti censiti

## Amministrazione
Ogni famiglia originaria del luogo fa parte del comune patriziale che ha la responsabilità della manutenzione di ogni bene comune.